# Mesochorus totonacus
Mesochorus totonacus là một loài tò vò trong họ Ichneumonidae.